# Japonés medio temprano
El japonés medio temprano (中古日本語 chūko nihongo?) es una etapa del idioma japonés que existió entre los años 794 y 1185, durante el periodo Heian. Fue el sucesor del japonés antiguo. También se le llama japonés antiguo tardío, pero se prefiere el primer nombre por ser este más cercano al japonés medio tardío, posterior a 1185, que al japonés antiguo anterior a 794.
Mientras que en el japonés antiguo se tomaron préstamos y se adaptó la escritura china para escribir el japonés, durante el periodo del japonés medio temprano aparecieron dos nuevos tipos de escritura: el hiragana y el katakana. Este desarrollo simplificó la escritura y conllevó a una nueva era en la literatura japonesa, con clásicos como Genji Monogatari, Taketori Monogatari, Ise Monogatari y muchos otros.

## Fonología

### Desarrollos fonológicos
En este periodo los cambios fonológicos son significativos.
La diferencia más importante es el abandono de las reglas ortográficas para escribir con hiragana y katakana, Jōdai Tokushu Kanazukai, que separaban las terminaciones -i, -e y -o en dos tipos diferentes cada una. Desde finales del japonés antiguo se empezó apreciar esta pérdida de vocales y ya en el japonés medio temprano el cambio estaba totalmente hecho. Los últimos fonemas en desaparecer fueron /ko1/ and /ko2/.
Durante el siglo X, /e/ y /je/ se fusionaron en /e/ y /o/ y /wo/ se convirtieron en /o/ hasta el siglo XI.
El incremento de préstamos chinos surtió efecto a través de varios cambios fonológicos:
- La palatalización y labialización de grupos consonánticos como /kw/ y /kj/
- La nasal uvular [ɴ]
- La duración relativa se volvió una característica fonológica con el desarrollo de vocales y consonantes largas

El desarrollo de la nasal uvular y las consonantes geminadas ocurrió  a finales del periodo Heian y provocó la introducción de las sílabas cerradas.
Otros cambios fueron:
- El cambio de las consonantes prenasalizadas a consonantes sonoras
- El cambio en el ritmo, pasó de ser una lengua isosilábica a una lengua moráica.

### Fonética

#### Vocales
- /a/: [a]
- /i/: [i]
- /u/: [u]
- /e/: [je][3][4][5]
- /o/: [wo]

#### Consonantes
|                 | Bilabial | Bilabial | Alveolar | Alveolar | Palatal | Palatal | Velar | Velar |
| --------------- | -------- | -------- | -------- | -------- | ------- | ------- | ----- | ----- |
| Nasal           |          | m        |          | n        |         |         |       |       |
| Oclusivo        | (p)      | b        | t        | d        |         |         | k     | g     |
| Fricativo       | ɸ        |          | s        | z        |         |         |       |       |
| Vibrante simple |          |          |          | ɾ        |         |         |       |       |
| Aproximante     |          |          |          |          |         | j       |       | w     |

#### Realización fonética

##### /s, z/
Las teorías para la realización de /s, z/ son: [s, z], [ts, dz], y [ʃ, ʒ]. Puede variar dependiendo de la vocal siguiente, así como en el japonés moderno.

##### /ɸ/
En el siglo XI, la /ɸ/ intervocálica ya se había fusionado con la /w/.

##### /r/
/r/: [r]

## Gramática
La sintaxis del japonés medio temprano es la de una lengua SOV (sujeto-objeto-verbo) con estructura tema y rema. Morfológicamente es aglutinante. Las categorías mayores son sustantivos y pronombres, verbos, adjetivos, adverbios y varias partículas gramaticales. Los sustantivos pueden estar seguidos de partículas para indicar el caso, pero también puede ocurrir sin necesidad de una.Los verbos están obligatoriamente marcados con afijos, muchos de los cuales están flexionados como verbos en su propio derecho, permitiendo que las construcciones de cadenas complejas de sufijos. Los adjetivos están fuertemente flexionados por la misma categoría que los verbos, es común llamarlos «verbos estativos».

### Sustantivos y pronombres
Los sustantivos se dan con casos de partículas pospositivas. Las partículas de caso mayores son:
- «-ga» y «-no» (genitivo)
- «-wo» (acusativo) Opcional.
- «-ni» (dativo/locativo) «-ni» tiene una gama ancha de funciones ('a' o 'para' hacia una persona; 'por' un agente; 'en' para un lugar o tiempo), y algunos usos, especialmente cuándo indican tiempo,  es opcional.
- «-yori (ablativo).
- «-made» (terminative: 'hasta').
- «-to» (comitativo: «con»; esivo: «cuando»).
- «-fe» (alativa: 'a'). «-fe» se deriva del sustantivo fe (邊 [辺] o 方) 'proximidad; dirección', que ocasionalmente se encuentra en la estructura «sustantivo + -no + sustantivo de lugar» de significado «cercano», o en el sufijo derivado del sustantivo «-be» (< -no-fe), de tal forma que midube significa «junto al agua» y yamabe significa «alrededor de las montañas».

La función nominativa está marcada por la ausencia de partículas en oraciones principales, y por las partículas genitivas en oraciones subordinadas. La partícula dativa/locativa -ni es homófona de forma infinitiva simple de la copula -ni, que con sufijos verbales sustituyen preposiciones más complejas como -ni-te «en» (un lugar) y -ni si-te o -ni-te «por medio de». Algunas secuencias «partícula+verbo+-te» proveen otras funciones de caso, por ejemplo: -ni yori-te «gracias a» (de yor- «depender»), -ni tuki-te «sobre, relativo a» (de tuk- «fijarse, adjuntarse»), y -to si-te «como» (de se- «hacer»). Otras estructuras más complejas se derivan de la estructura «partícula genitiva+sustantivo locativo+partícula de caso (generalmente el locativo -ni)» y son usadas principalmente para expresar relaciones espaciotemporales. Los sustantivos de mayor importancia son mafe «frente a» (sustantivo-no mafe-ni «en frente de + sustantivo»), ufe «sobre, en la cima de» (sustantivo-no ufe-ni «en la cima de +sustantivo/ sobre + sustantivo»), sita «debajo de» (sustantivo-no sita-ni «debajo de + sustantivo») o saki «delante de» (sustantivo-no saki-ni «delante de + sustantivo»), etc.

### Verbos
El japonés medio temprano heredó las ocho conjugaciones verbales del japonés antiguo y añadió una nueva: la conjugación inferior de primer grado.

#### Conjugación
Tradicionalmente, los verbos están divididos en cinco conjugaciones regulares: yodan 四段 «cuarto grado»; kami ichidan 上一段 «primer grado superior»; shimo ichidan 下一段 «primer grado inferior»; kami nidan 上二段 «segundo grado superior»; shimo nidan 下二段 «segundo grado inferior». También había cuatro conjugaciones irregulares: K-irregular (kahen カ変), S-irregular (sahen サ変), N-irregular (nahen ナ変), R-irregular (rahen ラ変). La conjugación de cada uno está dividida es seis raíces: irreal (mizenkei 未然形), infinitivo (ren'yōkei 連用形), concluyente (shūshikei 終止形), atributivo (rentaikei 連体形), real (izenkei 已然形) e imperativo (meireikei 命令形). Los nombres para irreal y el real pueden diferir de autor a autor, incluyendo negativo y probatorio, o imperfectivo y perfectivo, o irrealis y realis.
| Clase de verbo         | Irreal | Infinitivo | Concluyente | Atributivo | Real | Imperativo |
| ---------------------- | ------ | ---------- | ----------- | ---------- | ---- | ---------- |
| Cuarto grado           | -a     | -i         | -u          | -u         | -e   | -e         |
| Primer grado superior  | –      | –          | -ru         | -ru        | -re  | -(yo)      |
| Segundo grado superior | -i     | -i         | -u          | -uru       | -ure | -i(yo)     |
| Primer grado inferior  | -e     | -e         | -eru        | -eru       | -ere | -e(yo)     |
| Segundo grado inferior | -e     | -e         | -u          | -uru       | -ure | -e(yo)     |
| K-Irregular            | -o     | -i         | -u          | -uru       | -ure | -o         |
| S-Irregular            | -e     | -i         | -u          | -uru       | -ure | -e(yo)     |
| N-Irregular            | -a     | -i         | -u          | -uru       | -ure | -e         |
| R-Irregular            | -a     | -i         | -i          | -u         | -e   | -e         |

El sistema de nueve clases de conjugaciones es aparentemente complejo, sin embargo, las nueve conjugaciones pueden agruparse en variaciones de dos grupos, los verbos consonante-raíz y los verbos vocal-raíz. Los verbos consonante-raíz son los verbos de cuarto grado, N-irregular y R-irregular. La irregularidad de los verbos N-irregular aparecen solo en las formas conclusiva y atributiva, y como no hay verbos de cuarto grado con un N-raíz, los patrones de los verbos de cuarto grado y N-irregular se pueden tratar como si fueran de distribución complementaria Los verbos vocal-raíz son la mayoría de los verbos de segundo grado y algunos verbos de primer grado, sobre todo mi- «ver» y wi- «sentarse», el verbo K-irregular ko- «venir» y el verbo S-irregular se- o ze- (en algunas combinaciones) «hacer». La diferencia entre los verbos superiores o inferiores de primero y segundo grado se da si la vocal en el final de la raíz es i  o e. Solo hay un verbo de primer grado inferior: ke- «patear», que era un verbo de segundo grado inferior (kuwe-) en japonés antiguo, que cambio de clase una vez más en el japonés posterior para convertirse en un verbo de cuarto grado; ker- en el japonés moderno. La diferencia entre los verbos de primer grado y los de segundo grado se da si en las concluyentes, atributivas y realis, la u inicial del final elide la vocal de la raíz o viceversa.
Hay problemas con estos arreglos de raíces:
1. El irrealis no acurre por sí mismo, sino que ocurre con otro final. No hay buena evidencia que demuestre que realmente consistía en una fusión de las raíces del verbo con el sonido a que comienza al siguiente final, por ejemplo, yom- «recitar» de cuarto grado + el negativo -azu, ha sido interpretado también como el tronco yoma- + -zu.[11]
2. El infinitivo tenía dos funciones: una función que unía a otro verbo o con una terminación verbal y una función nominal como un verbo sustantivo; estas dos funciones se distinguían por tener diferentes tonos.
3. La forma concluyente ocurría como en la tabla, solo al final de una oración (también antes de la partícula de citación to), si en vez se usa antes el infinitivo de los verbos de primer grado tomo «incluso si» (el verbo de cuarto grado yomu...tomo «incluso si...recita», pero el verbo de primer grado mi...tomo «incluso si...ve»),[12] y los verbos R-irregulares usan el atributivo en vez de finales como besi- «tener que» antes, por ejemplo: ari «es» en el final de una oración, pero aru -besi«tiene que ser». Es probable que la forma verbal de primer grado usada antes de tomo es la prueba más antigua de una forma conclusiva real, y en el japonés antiguo esta es la única forma conclusiva vista (siempre antes de tomo); en el japonés medio temprano, la forma atributiva de los verbos de primer grado llegó a usarse también como conclusivo. Con finales como -besi, hay fuertes evidencias de que descienden de la forma original -ubesi, y que una fusión de la raíz del verbo con el sonido u- del final, por ejemplo: la forma de cuarto grado yom- «narrar, recitar» + -ubesi ha sido traducido como la forma conclusiva yomu + -besi. Esto quiere decir que la u aparentemente anómala en aru-besi es parte del final y no del tronco del verbo[13] En el japonés antiguo, la raíz del final -ubesi, ube, se puede ver como un sustantivo independiente. Una representación más apropiada de los troncos se aprecia en la tabla:

| Raíz            | Conjugación   | Raíz         | Significando | Raíz + a   | Infinitivo | Verbo- Sustantivo | Concluyente | Concluyente     | Raíz + u  | Attributivo  | Real         | Imperativo   |
| Raíz            | Conjugación   | Raíz         | Significando | Raíz + a   | Infinitivo | Verbo- Sustantivo | + tomo      | Fin de la frase | Raíz + u  | Attributivo  | Real         | Imperativo   |
| --------------- | ------------- | ------------ | ------------ | ---------- | ---------- | ----------------- | ----------- | --------------- | --------- | ------------ | ------------ | ------------ |
| Consonante-Raíz | Cuarto grado  | *yom-        | leer         | yoma-      | yomi       | yomi              | yomu        | yomu            | yomu      | yomu         | yome         | yome         |
| Consonante-Raíz | N-Irregular   | *sin-        | morir        | sina-      | sini       | sini              | sinu        | sinu            | sinu      | sinuru       | sinure       | sine         |
| Consonante-Raíz | R-Irregular   | *ar-         | ser          | ara-       | ari        | ari               | aru         | ari             | aru       | aru          | are          | (are)        |
| Vocal-Raíz      | Primer grado  | *mi- *ke-    | ver patear   | mi- ke-    | mi ke      | mi ke             | mi ke       | miru keru       | miru keru | miru keru    | mire kere    | miyo keyo    |
| Vocal-Raíz      | Segundo grado | *oti- *kake- | caer colgar  | oti- kake- | oti kake   | oti kake          | otu kaku    | otu kaku        | otu kaku  | oturu kakuru | oture kakure | otiyo kakeyo |
| Vocal-Raíz      | S-Irregular   | *se-         | hacer        | se-        | si         | si                | su          | su              | su        | suru         | Seguro       | seyo         |
| Vocal-Raíz      | K-Irregular   | *ko-         | venir        | ko-        | ki         | ki                | ku          | ku              | ku        | kuru         | kure         | koyo         |

### Adjetivos
Había dos tipos de adjetivos: adjetivos regulaes y sustantivos adjetivados.
Los adjetivos regulares están clasificados en dos tipos: aquellos en los que la forma adverbial termina en -ku y los que terminan en -siku. Esto creaba dos tipos diferentes de conjugaciones:
| -ku   | -ku     | -si     | -ki   | -kere   |         |
| -ku   | -kara   | -kari   | -si   | -karu   | -kare   |
| -siku | -siku   | -si     | -siki | -sikere |         |
| -siku | -sikara | -sikari | -si   | -sikaru | -sikare |

Las formas -kar- y -sikar- se derivan del verbo ar- «ser, existir». La conjugación adverbial (-ku o -siku) funciona como sufijo junto con ar-. La conjugación cede ante la conjugación irregular R- de ar-. El -ua- resultante se elide en -a-.
El sustantivo adjetivado retiene la conjugación nar- original y añade un nuevo tar-.
| Tipo | Irreal | Adverbial | Conclusivo | Atributivo | Real  | Imperativo |
| ---- | ------ | --------- | ---------- | ---------- | ----- | ---------- |
| Nar- | -nara  | -nari -ni | -nari      | -naru      | -nare | -nare      |
| Tar- | -tara  | -tari -to | -tari      | -taru      | -tare | -tare      |

Las formas nar- y tar- forms share a common etymology. The nar- form is a contraction of case particle ni and r-irregular verb ar- "is, be": ni + ar- > nar-. The tar- form is a contraction of case particle to and r-irregular verb ar- "is, be": to + ar- > tar-. Both derive their conjugations from the verb ar-.

## Sistema de escritura
El japonés medio temprano se escribía de tres formas diferentes. Inicialmente se escribía en Man'yōgana, caracteres chinos, usados como transcripciones fonéticas como en el japonés antiguo temprano. Este uso produjo posteriormente los silabarios hiragana y katakana, que se originaron a partir de la simplificación de los sinogramas originales.